# Tohle je rock 'n' roll, vy buzny
Tohle je rock 'n' roll, vy buzny je páté studiové album české skupiny Rybičky 48 (původně Banánové rybičky) vydané 11. listopadu 2013 vydavatelstvím PVP Label. Album má celkem 11 písní.

## Songy
- Tohle je rock 'n' roll, vy buzny!
- Magdalena
- Bohém zapomenutý dítě
- Vstaň, leť, hned teď!
- Karolína
- Malej kluk
- Striptérka Anna
- My ještě nejsme starý
- Zamilovanou
- Vtipné
- Vážené dámy

## Sestava
- Kuba Ryba - zpěv, baskytara
- Petr Lebeda - kytara, zpěv
- Ondra Štorek - bubeník, zpěv, rap
- Honza Štrup - kytara, zpěv (2009 - 2013)
- Michal Brener - kytara a zpěv (2014 - současnost)